# Gorges de Malvaux
Les gorges de Malvaux sont des gorges du massif du Jura, où coule la rivière Saine, entre la commune de Foncine-le-Bas et la commune des Planches-en Montagne, dans le département du Jura, en Bourgogne-Franche-Comté. 

## Géographie
Les gorges de Malvaux sont un canyon d'environ 2,3 km de long, 80 à 150 m de large et 30 à 80 m de profondeur, creusé par l'érosion de la roche calcaire par la Saine depuis des millions d'années, parsemé de nombreuses marmites de géants et cascades, longé par l'ancienne voie du tram du Jura transformée en sentier de randonnée . 
Juste en amont de la commune des Planches-en Montagne, la cascade du Bief de la Ruine rejoint la Saine en rive droite. 

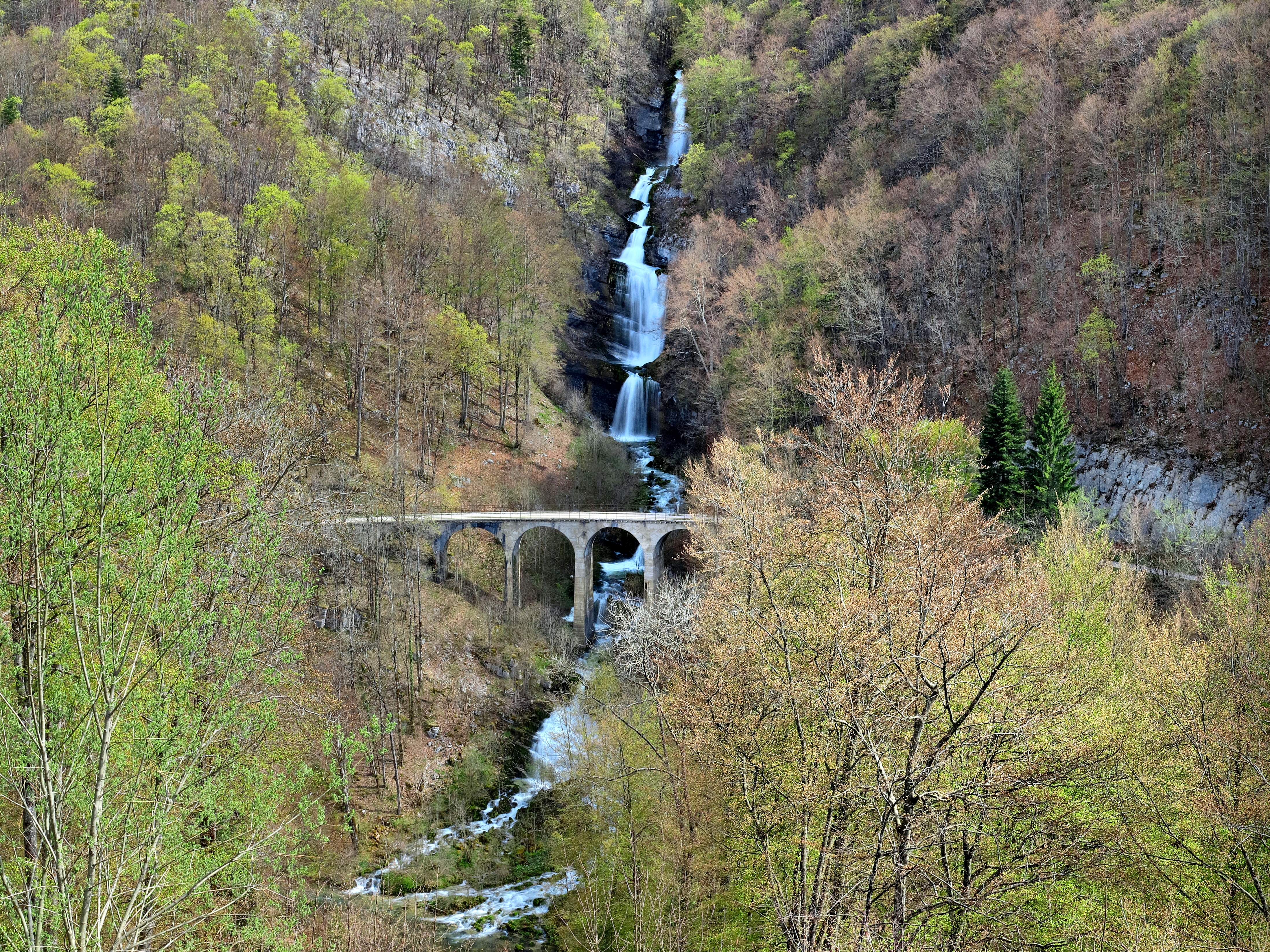
Vue générale de la cascade du Bief de la Ruine.
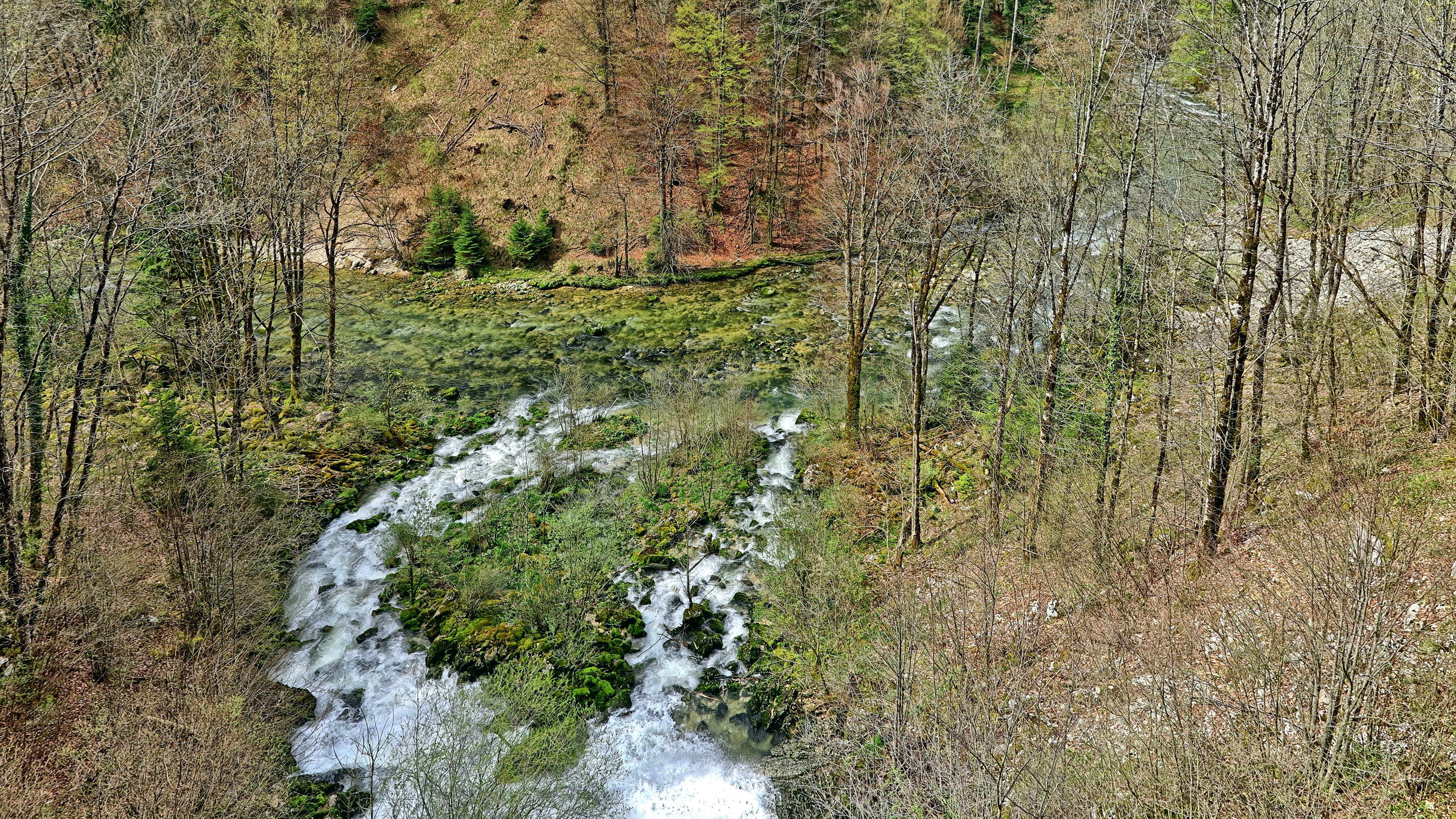
Confluence Saine-Bief de la Ruine.

## Protection, tourisme
La haute vallée de la Saine et ses abords, qui comprend les gorges de Malvaux, sont classés site pittoresque par la DREAL Bourgogne-Franche-Comté. 
Le sentier de randonnée aménagé sur l’ancienne voie de Tram permet de longer les gorges et d'avoir une vue dégagée sur la cascade du Bief de Ruine depuis le viaduc. Au cours de la randonnée, il faut traverser un tunnel de 180 m percé dans la montagne et donc prévoir de se munir d’une lampe torche.
Les gorges sont aussi un lieu apprécié pour le canyoning.